# 898년

## 연호
- 당(唐) 건녕(乾寧) 5년 / 광화(光化) 원년
- 일본(日本) 간표(寛平) 10년 / 쇼타이(昌泰) 원년

## 기년
- 당(唐) 소종(昭宗) 10년
- 신라(新羅) 효공왕(孝恭王) 2년
- 발해(渤海) 대위해(大瑋瑎) 5년
- 후백제(後百濟) 견훤(甄萱) 7년
- 태봉(泰封) 궁예(弓裔) 4년

## 사건
- 궁예(弓裔)가 철원(鐵原)에서 송악(松岳)으로 도읍 삼음

## 탄생
- 고려(高麗)의 문신 최응(崔凝)

## 사망
- 1월 4일(897년 음력 12월 4일) - 신라(新羅) 51대 국왕(國王) 진성여왕(眞聖女王)
- 신라(新羅)의 승려(僧侶) 도선(道詵)